# بابريكا

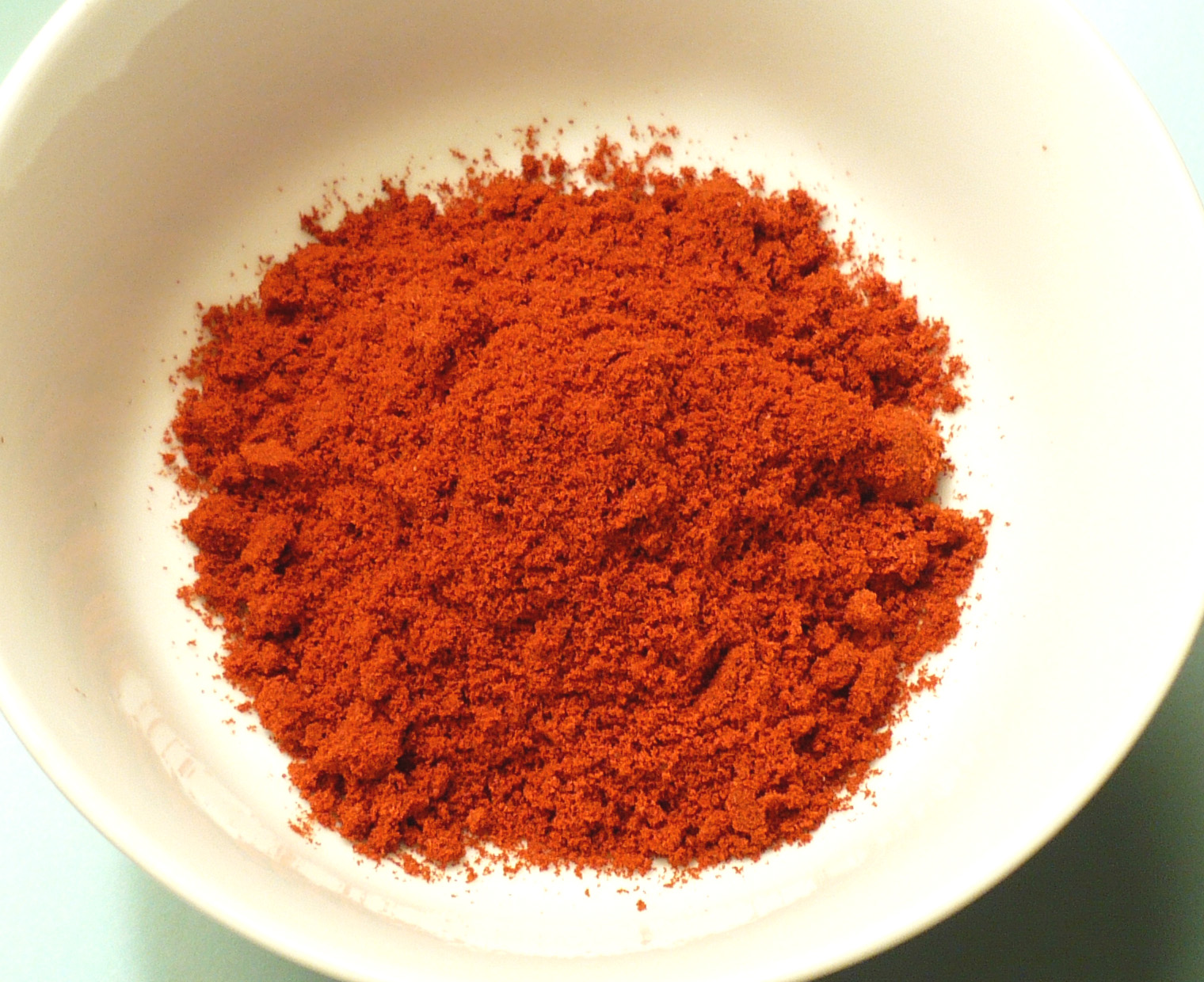
طبق صغير من الببريكة الاسبانى المُدخن

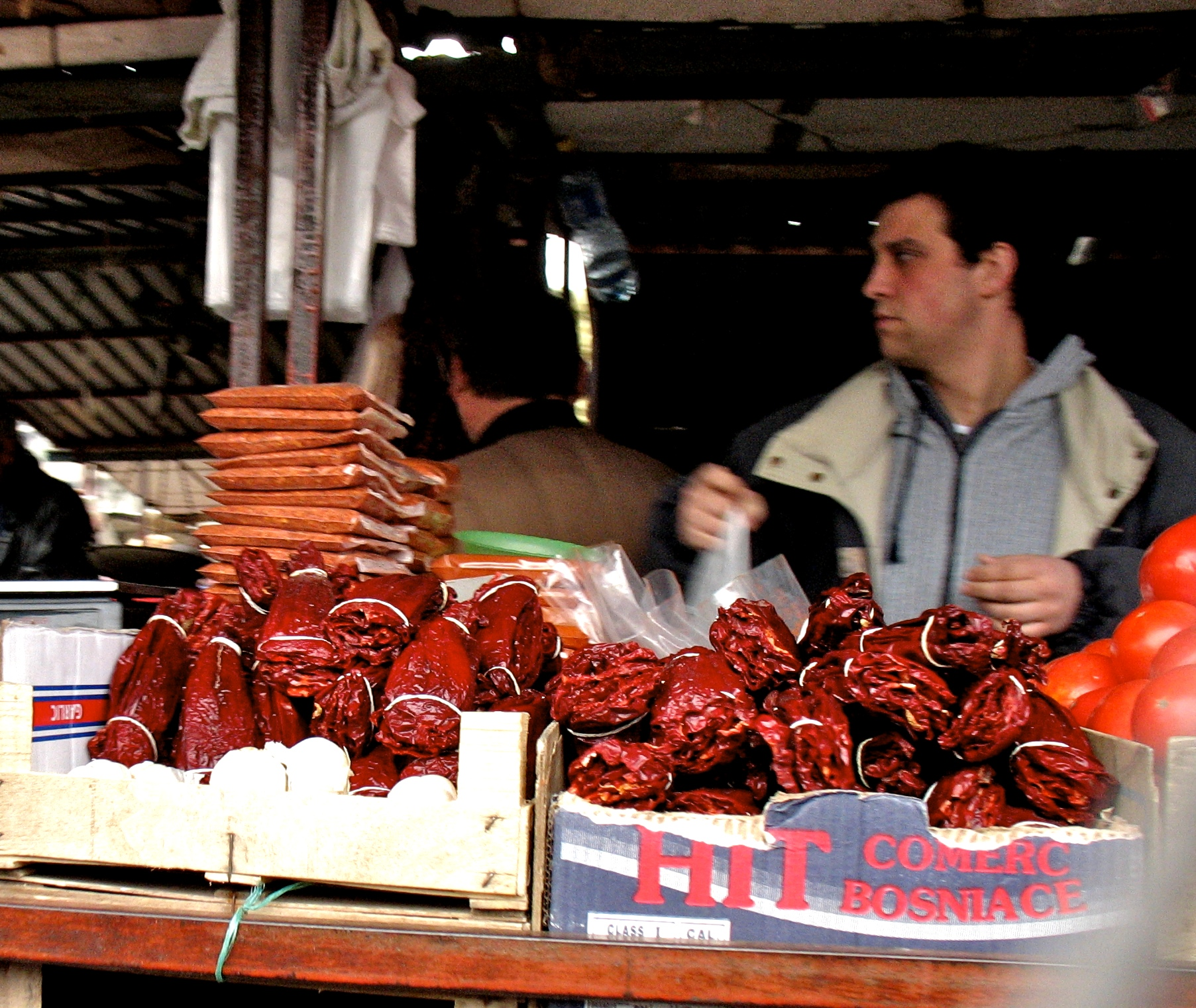
ببريكة مجفف مطحون وصحيح معبأ للبيع قي سوق بلغراد.

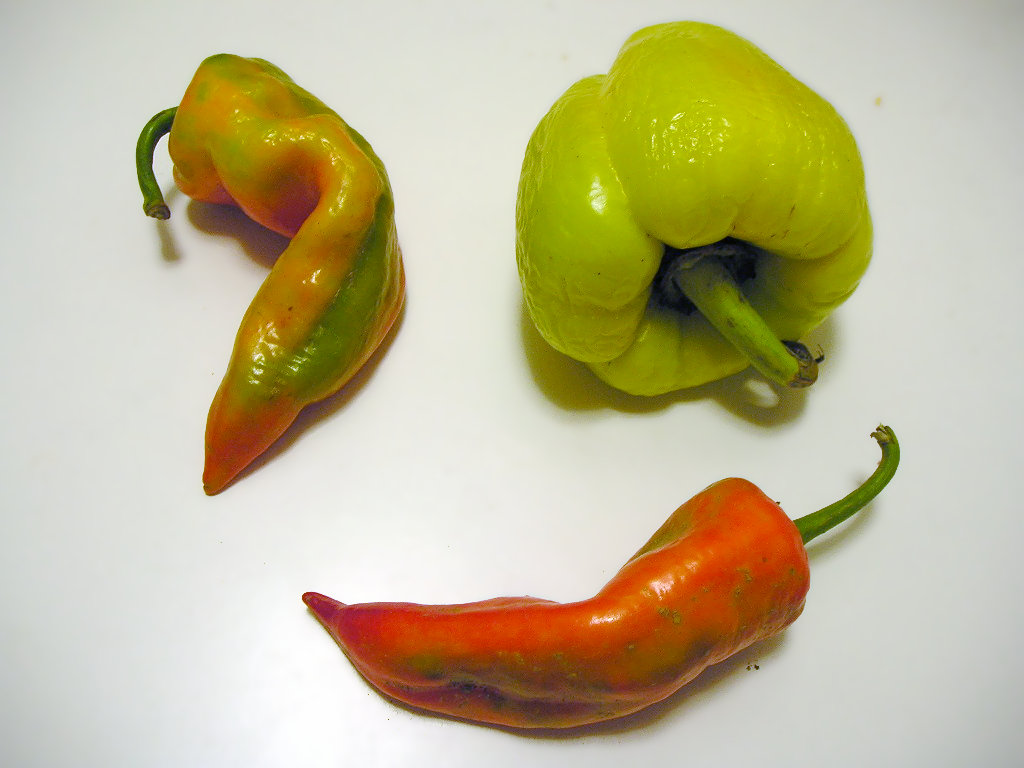
الأشكال والألوان المختلفة لثمرة الفلفل الأحمر التي تُستخدم لإعداد الببريكة.

تُعَد البَبْرِيكة أو الفليفلة اليابسة (باللهجة الشامية) نوعاً من التوابل المُعَدة عن طريق طحن فواكه أنوم الفليفلة المجففة (مثل الفلفل الأخضر أو الفلفل الحار).وفي بعض بلدان أوروبا، تُطلَق كلمة ببريكة على الفلفل الأخضر. وتُستخدم التوابل في الكثير من المطابخ لإضافة اللون والنكهة إلى الطعام.وقد يتراوح الببريكة من كونه حلواً (معتدلاً، ليس حاراً) إلى حاراً (ساخناً). وقد تختلف النكهات أيضا من بلدة إلى أخرى.
الببريكة هو أحد أنواع التوابل التي تصنع من ثمار الفليفلات الحولية المطحونة والمجففة، إما من نوع الفلفل الرومي أو الفلفل الحار أو خليط منهما. تستخدم هذه التوابل في العديد من المطابخ لإضافة اللون والنكهة إلى الأطباق، ولكن عادة ما يقترن ذكرها بدولة المجر واليونان وصربيا وكرواتيا وبلغاريا والمغرب  وأيضًا إسبانيا والبرتغال وتمتلك الدولتان الأخيرتان إدخال الفلفلية الحولية إلى العالم القديم من الأمريكتين. توسع استخدام هذا النبات بسرعة شديدة من أيبيريا إلى أنحاء أفريقيا وآسيا ووصلت مؤخرًا إلى قلب أوروبا من خلال بلاد البلقان التي كانت تحت الحكم العثماني، وهذا يشرح الأصل السلافي لهذا المصطلح الإنجليزي الحديث. وفي إسبانيا، كانت الببريكة تعرف باسم الفلفل الحلو (Pimenton) منذ أوائل القرن السادس عشر، عندما كانت قد أصبحت مكونًا نموذجيًا في أكلات المنطقة الغربية لجبال الأمانشا. على الرغم من تواجد إسبانيا في قلب أوروبا منذ بداية الفتح العثماني، لم تنتشر في المجر إلا منذ مائة عام من الآن.
وكانت الببريكة من التوابل الحارة حتى عشرينيات القرن العشرين، عندما وجد مزارع من سيغيد نباتًا ينتج ثمارًا حلوة المذاق. وكان هذا النوع يتطعم على نباتات أخرى. وفي أيامنا هذه، تتنوع الببريكة ما بين بارد وحار، كما تتنوع النكهات من قطر إلى آخر، ولكن جميع أنواع النباتات المزروعة تنتج الثمار الحلوة. وتوجد الببريكة الحلوة غالبًا في غلاف الثمرة حيث لا يحتوي أكثر من نصفها على بذور، بينما تحتوي الببريكة الحارة على بعض البذور ومشيمة وقنب وسويقات.
في كثير من اللغات الأوروبية عدا الإنجليزية، تشير كلمة ببريكة إلى ثمار الفليفلة نفسها.

## أصل الكلمة وتاريخها
إن التاريخ الثقافي للفلفل يحيط به الكثير من الإشكاليات والتناقضات. الحقيقة الوحيدة الثابتة الواضحة أن أحد الأطباء في رحلة كولومبوس الاستكشافية هو من جلب أول بذور فلفل إلى أوروبا من أمريكا الوسطى. مع ذلك، بعض أنواع الفلفل كانت توجد أصلاً في شبه الجزيرة الهندية، ويعتقد بعض الباحثين أن الأنواع المجرية والآسيوية تدخل ضمن هذه الأنواع. وأول أنواع الفلفل التي وصلت إلى المجر أثناء القرن السابع عشر معروفة لنا، حيث يفترض أنه الأتراك الذين احتلّوا البلاد في هذا الوقت هم من جلبوها معهم. وكانوا يزرعونه في أفنيتهم تحت حماية مشددة، وإذا ما فكر أي مجري في زراعة الفلفل للاستخدام الشخصي فإنه يتعرّض لضرب عنقه.
وظهر النبات المجري من هذا النوع من التوابل منذ سنة 1529 على يد الأتراك في بودا (وهي الآن جزء من بودابست عاصمة المجر). وأول ذكر لكلمة "paprika" الببريكة في الإنجليزية كان سنة 1896. واشتقت هذه الكلمة من الكلمة المجرية "paprika"، التي هي تصغير لكلمة papar السيربو كرواتية (معناها "فلفل")، والتي هي الأخرى مشتقة من الكلمة اللاتينية "piper أو الكلمة اليونانية الحديثة "piperi". ووفقًا لمصادر أخرى، تشتق هذه الكلمة المجرية من "peperke" و"piperke" و"paparka" وهي كلمات مستخدمة في العديد من اللغات السلافية في دول البلقان وتعني الفلفل الرومي.
أما النوعان الإسبانيان من الببريكة اللذان يعرفان باسم "Pimento" الفلفل الحلو أحدهما جاء من كوميرا دي لا فيرا الموجود في إقليم كاسيرس والآخر من منطقة مورشيا، وكان ظهورها هناك في أوائل القرن السادس عشر على يد الرهبان المحليين من أمريكا التي وُلدوا فيها.
ودخلت كلمة "Paprika" إلى عدد كبير من اللغات، وفي أحيان كثيرة عن طريق الألمانية. وتستخدم كلمات مشابهة في كثير من اللغات الأوروبية، بينما توجد نماذج للغات أخرى منها العبرية حيث توجد كلمة paprika [פפריקה] واليابانية حيث توجد كلمة papurika [パプリカ]. وهناك أصل شعبي يتناقض بالبراهين اللغوية وهو أن الكلمة سميت باسم ريش ببريكة واحد من الشخصيّات الدينية الهندية.

## الاستخدامات

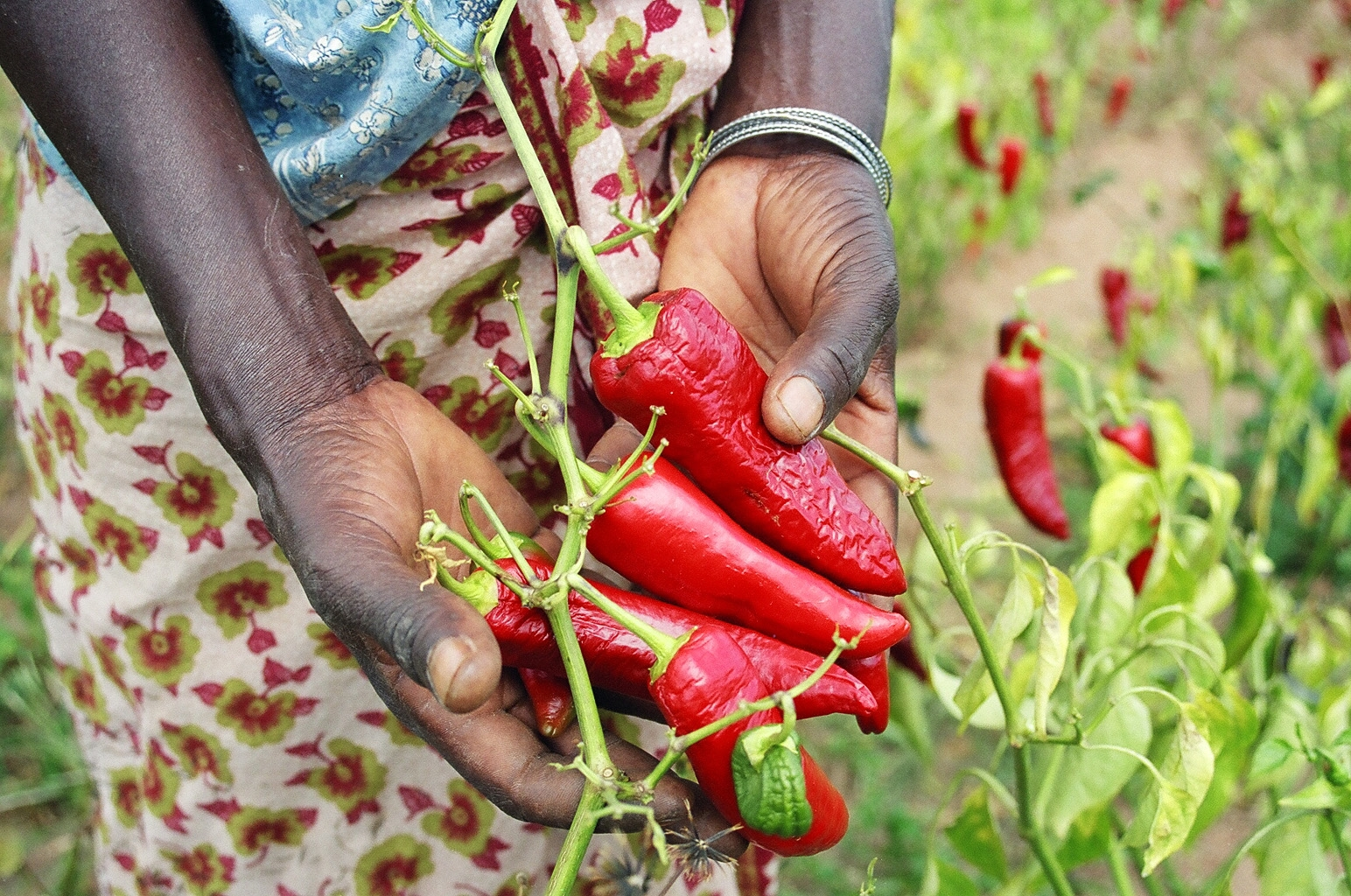
مزارع يزرع الببريكة في تنزانيا

ينتج الببريكة في عدد من البلاد من بينها المجر وصربيا وإسبانيا وكاليفورنيا. ويدخل في تكوين تشكيلة واسعة من الأطباق في أنحاء العالم. ويستخدم الببريكة الحار أساسًا في التتبيل وتلوين الأرز والطبيخ والشوربة مثل الجولاش، وفي تحضير السجق كأحد المكونات التي تُخلط باللحوم والتوابل الأخرى. وفي الولايات المتّحدة، يرشّ الببريكة كثيرًا على الأغذية لتتبيلها، لكن النكهة لا تظهر فعليًا إلا بتسخينه قليلاً في الزيت.
الببريكة الإسباني (بايمنتون) موجود بثلاثة أشكال بارد (بايمنتون دولس) ومعتدل (بايمنتون أجريدولس) وحار جدًا (بايمنتون بيكنتي.) وبعض أنواع الببريكة الإسباني بما فيها بايمنتون دي لا فيرا لها نكهة مدخنة مميزة وعبير عند تجفيفها بـالتدخين، وعادة ما يكون ذلك باستخدام خشب السنديان.
المجر من المصادر الرئيسية في إنتاج الببريكة ولهذا يكثر استخدامه هناك عن غيره من الأماكن. وتوجد منها أصناف بيانها كالتالي:
- العالية الجودة (Különleges) الأبرد، وهي حلوة جدًا بلون أحمر ناصع.
- اللذيذ (csípősmentes csemege)؛ لونه يتنوع ما بين الأحمر الداكن إلى الأحمر الفاتح، ويتميز بأنه بارد وذو نكهة عالية.
- اللذيذ الممتاز (Csemegepaprika)؛ يشبه اللذيذ ولكنه أكثر لذوعة.
- اللذيذ الممتاز اللاذع (Csípős Csemege, Pikáns)، وهو لذيذ أكثر لذوعة من سابقه.
- الوردي (Rózsa)، ولونه أحمر باهت بعبير شذي وحرافة باردة.
- الحلو الفخم (Édesnemes)؛ أكثر الأنواع المشهورة بتصديرها، أحمر ساطع وخفيف اللذوعة.
- متوسط الحلاوة (Félédes)؛ مزيج من الفلفل الرومي البارد واللاذع، متوسط اللذوعة.
- الحاد؛ لونه بني فاتح وأكثر أنواع الببريكة من حيث الحرارة.[16]

وتعد هولندا من المصادر الرئيسية في إنتاج وتوزيع الببريكة، خصوصًا الأنواع التي تزرع في البيوت الزجاجية.
وفي مطبخ المغرب، يندى الببريكة (تحميرة) بإضافة كمية قليلة من زيت الزيتون ومزجها به.
وقد يستخدم الببريكة أيضًا في الحنة لتخضيب الشعر باللون الأحمر عند صبغه. وقد يضاف مسحوق الببريكة إلى الحنة عند إعدادها في البيت.

## التغذية
والعجيب أن الفليفلة المستخدمة في الببريكة تكون غنية بفيتامين سي، واكتشف هذه الحقيقة سنة 1932 المجري ألبرت سزنت جيرجيي (ألبرت سزنت-جيرجيي) الحائز على جائزة نوبل سنة 1937. ويحتفظ الببريكة بنسبة كبيرة من فيتامين سي، الذي يزيد على النسبة الموجودة في نفس الحجم من عصير الليمون.
ويعد الببريكة من النباتات الغنية أيضًا بمضادات التأكسد.
ويرجع لون الببريكة إلى وجود أصباغ كزانتوفيل وكاروتاني وزيازانثين.
ووفقًا لإدارة الزراعة بالولايات المتحدة تحتوي الملعقة الكبيرة من الببريكة (6.8 جم) على المكونات الغذائية التالية:">http://www.nal.usda.gov/fnic/foodcomp/search/</ref></a>
- السعرات الحرارية:19
- الدهون: 0.88جم
- الكربو هيدرات: 3.67جم
- الألياف: 2.4جم
- البروتين: 0.96جم

## أصل الكلمة
ويرجع أصل كلمة «ببريكة» إلى اللغة المجرية (حيث تَطلق على الفاكهة) من «بِبِر»، وهو تصغير بابار في الصربية الكرواتية، وهي على الأرجح مشتقة من كلمة بيبالى  في اللغة السنسكريتية التي تعنى «فلفل طويل».[1]

## الاستخدامات
يُعد الببريكة أحد المكونات في مجموعة كبيرة من الأكلات في جميع أنحاء العالم. ويُستخدم الببريكة، في الأساس، كمكون في التتبيل وتلوين الأرز، والطهى، والحساء كالجلاش، وأيضاً في عمل السجق باعتباره مكوناً يخلط فيه اللحم مع التوابل الأخرى.
و تُعد المجر مصدراً رئيسياً للببريكة عالى الجودة، حيث تتراوح درجاته ما بين الفلفل شديد الحلاوة أحمر اللون (كولوليجِس «مميز») إلى الفلفل الحار إلى حد ما ذى اللون البرتقالى الممزوج بالبنى (إيروس  «قوى»).
وفي إسبانيا، يُعرف الببريكة باسم بيمنتون، ويكون طعمه مختلفاً إلى حدٍ كبير. ويتميز البيمنتون بنكهة ورائحة مميزتين، حيث أنه يُجفف بالتدخين غالباً باستخدام خشب البلوط. ويُعد البيمنتون مكونا رئيسياً في العديد من منتجات السجق الأسبانية مثل الشوريزو أو السبراسادا، فضلا عن الكثير من الأكلات الأسبانية. أما خارج إسبانيا، فيُطلق على البيمنتون بكل بساطة «فلفل مدخن»، ويتفاوت في درجة اللذوعة من حلو ومعتدل، وحار متوسط، أو حار جداً.

## التغذية
إن الفلفل الأحمر الذي يُستخدم في عمل الببريكة غنى، بطريقة استثنائية، بفيتامين ج. وقد اٌكتشف ذلك عام 1932 على يد المجرى ألبرت ناجيرابولت الحائز على جائزة نوبل عام 1937. وتبقى الكثير من نسبة فيتامين ج في الببريكة الذي نجد انه يحتوى على نسبة أكبر من فيتامين ج عن تلك الموجودة في عصير الليمون عند وزنهما.
وتؤدى درجة الحرارة العالية إلى فقد الفلفل للفيتامينات، ولذلك فإن الفلفل المجفف لأهداف تجارية عادة لا يكون مفيداً كالفلفل المجفف في الشمس.
كما أن الببريكة غنى بمواد أخرى مضادة للأكسدة، حيث أنه يحتوى على 10% تقريباً من النسبة الموجودة في توت الأساى. ومع ذلك، يجب أن يوجد توازن بين انتشار المواد الغذائية، والكميات المُستهلكة، الأمر الذي عادة لا يُذكر بالنسبة للتوابل.

## المعلومات الغذائية
يحتوي كل 100غ من الببريكة، بحسب وزارة الزراعة الأميركية على المعلومات الغذائية التالية:
- السعرات الحرارية: 282
- الدهون: 12.89
- الدهون المشبعة: 2.14
- الكاربوهيدرات: 53.99
- الألياف: 34.9
- البروتينات: 14.14
- الكولسترول: 0

## وصلات خارجية
- حقائق وتحاليل غذائية من NutritionData.com
- [<a href="http://www.nutritiondata.com/facts-C00001-01c203C.html%22>http://www.nutritiondata.com/facts-C00001-01c203C.html</a> Nutrition Facts and Analysis] from [<a href="http://www.nutritiondata.com%22>http://www.nutritiondata.com</a> NutritionData.com]